# Света Недеља (град)
Света Недеља (до 1991. године Света Недјеља) је град у Хрватској у Загребачкој жупанији. Према резултатима пописа из 2011. у граду је живело 18.059 становника, а у самом насељу је живело 1.338 становника.
Налази се југозападно од града Загреба, 6 километара од града Самобора. У близини града пролазе ауто-путеви Љубљана – Загреб и Љубљана – Света Недеља – Ријека.
Света Недеља спада у предграђе Загреба.

## Становништво

### Град Света Недеља

#### Број становника по пописима
| Националност   | 2001.  | 1991.  | 1981.  | 1971. | 1961. | 1953. | 1948. | 1931. | 1921. | 1910. | 1900. | 1890. | 1880. | 1869. | 1857. |
| бр. становника | 15.506 | 12.988 | 11.212 | 8.361 | 7.254 | 6.632 | 6.305 | 5.596 | 4.607 | 4.536 | 3.826 | 3.348 | 2.629 | 2.383 | 1.994 |

- напомене:

Настао из старе општине Град Загреб.

### Света Недеља (насељено место)

#### Број становника по пописима
| Националност   | 2001. | 1991. | 1981. | 1971. | 1961. | 1953. | 1948. | 1931. | 1921. | 1910. | 1900. | 1890. | 1880. | 1869. | 1857. |
| бр. становника | 1.257 | 981   | 889   | 691   | 616   | 578   | 547   | 456   | 380   | 383   | 309   | 290   | 250   | 206   | 193   |

- напомене:

До 1961. и у 1991. исказано под именом Света Недјеља, а у 1971. и 1981. под именом Недјеља.

## Попис 1991.
На попису становништва 1991. године, насељено место Света Недеља је имало 981 становника, следећег националног састава:
| Попис 1991.‍  | Попис 1991.‍  | Попис 1991.‍ | Попис 1991.‍ | Попис 1991.‍ |
| ------------ | ------------ | ----------- | ----------- | ----------- |
|              |              |             |             |             |
| Хрвати       | Хрвати       |             | 912         | 92,96%      |
| Срби         | Срби         |             | 14          | 1,42%       |
| Муслимани    | Муслимани    |             | 11          | 1,12%       |
| Југословени  | Југословени  |             | 6           | 0,61%       |
| Словенци     | Словенци     |             | 4           | 0,40%       |
| Мађари       | Мађари       |             | 3           | 0,30%       |
| Роми         | Роми         |             | 1           | 0,10%       |
| неопредељени | неопредељени |             | 6           | 0,61%       |
| регион. опр. | регион. опр. |             | 1           | 0,10%       |
| непознато    | непознато    |             | 23          | 2,34%       |
| укупно: 981  |              |             |             |             |